# Zoltán Friedmanszky
Zoltán Friedmanszky (ur. 22 października 1934 w Ormospuszcie, zm. 31 marca 2022) – węgierski piłkarz grający na pozycji napastnika.

## Kariera klubowa
Swoją karierę piłkarską Friedmanszky rozpoczynał w klubach Ormosbányai Bányász i Kiskunfélegyházi Vasas. Następnie odszedł do TF Haladás. W 1957 roku został zawodnikiem Ferencvárosi TC i wtedy też zadebiutował w jego barwach w pierwszej lidze węgierskiej. W latach 1963 i 1964 został z Ferencvárosi mistrzem Węgier. W sezonie 1957/1958 zdobył z nim Puchar Węgier, a z 16 golami na koncie został królem strzelców ligi. W 1965 roku zdobył z Ferencvárosi Puchar Miast Targowych (nie wystąpił w wygranym 1:0 finale z Juventusem). Po tym sukcesie zakończył swoją karierę.

## Kariera reprezentacyjna
W 1958 roku Friedmanszky został powołany do reprezentacji Węgier na mistrzostwa świata w Szwecji. Na mundialu był rezerwowym i nie rozegrał żadnego spotkania. W kadrze narodowej ostatecznie nie zadebiutował.